# کارو موراد
کارو موراد (ارمنی: Կարո Մուրատ؛ زادهٔ ۲ سپتامبر ۱۹۸۳) یک بوکسور حرفه‌ای ارمنی‌تبار اهل آلمان است. وی هم‌اکنون قهرمان فوق میان‌وزن اروپا است. با نام اصلی کارن مورادیان (ارمنی: Կարապետ Մուրադյան) به دنیا آمد. وی نخستین رقابت حرفه‌ای خویش را در تاریخ ۲۳ سپتامبر ۲۰۰۶ در شهر هسن مقابل Matus Sestak انجام داد.

## آمار حرفه ای
| خلاصه بوکس حرفه‌ای |        |        |
| ۳۷ مبارزه         | ۳۲ بُرد | ۴ شکست |
| با ناک‌اوت         | ۲۱     | ۲      |
| با تصمیم داور     | ۱۱     | ۲      |
| تساوی‌ها           | ۱      | ۱      |

| No. | نتیجه | آمار   | حریف                     | نوع | راند, زمان    | تاریخ           | مکان                                                                 | توضیحات                                                                         |
| --- | ----- | ------ | ------------------------ | --- | ------------- | --------------- | -------------------------------------------------------------------- | ------------------------------------------------------------------------------- |
| ۳۷  | باخت  | ۳۲–۴–۱ | Sven Fornling            | UD  | ۱۲            | ۱۵ دسامبر ۲۰۱۸  | Sporthalle, Hamburg، آلمان                                           | Lost IBO عنوان نیمه‌سنگین‌وزن                                                     |
| ۳۶  | برد   | ۳۲–۳–۱ | Travis Reeves            | TKO | 12 (12), ۱:۵۲ | ۲۴ مارس ۲۰۱۸    | Inselparkhalle, Wilhelmsburg، آلمان                                  | برد عنوان بدون متصدی نیمه‌سنگین‌وزن IBO                                           |
| ۳۵  | برد   | ۳۱–۳–۱ | Dominic Bösel            | TKO | 11 (12), ۲:۲۶ | 1 Jul 2017      | Ballsport Arena, درسدن، آلمان                                        | برد عنوان بدون متصدی EBU عنوان نیمه‌سنگین‌وزن                                     |
| ۳۴  | برد   | ۳۰–۳–۱ | Yevgeni Makhteienko      | TKO | 12 (12), ۲:۴۶ | ۱۷ سپتامبر ۲۰۱۶ | Goeppi، آلمان                                                        | برد عنوان بدون متصدی نیمه‌سنگین‌وزنWBA Inter-Continental .                        |
| ۳۳  | برد   | ۲۹–۳–۱ | Esteban Hillman Tababary | TKO | 1 (10), ۲:۵۰  | ۴ ژوئن ۲۰۱۶     | Autohaus Duerkop, کاسل، آلمان                                        |                                                                                 |
| ۳۲  | برد   | ۲۸–۳–۱ | Aleksandar Todorovic     | PTS | ۶             | ۱۳ فوریه ۲۰۱۶   | ECB Boxgym, هامبورگ، آلمان                                           |                                                                                 |
| ۳۱  | باخت  | ۲۷–۳–۱ | Sullivan Barrera         | KO  | 5 (12), ۰:۲۵  | ۱۲ دسامبر ۲۰۱۵  | Civic Auditorium, گلندیل (کالیفرنیا), کالیفرنیا، ایالات متحده آمریکا | IBF عنوان نیمه‌سنگین‌وزن eliminator                                               |
| ۳۰  | برد   | ۲۷–۲–۱ | Benjamin Simon           | TKO | 7 (12), ۲:۱۸  | ۲۵ آوریل ۲۰۱۵   | Columbiahalle, Berlin، آلمان                                         | برد عنوان بدون متصدی نیمه‌سنگین‌وزن IBF International                             |
| ۲۹  | برد   | ۲۶–۲–۱ | Leo Tchoula              | TKO | 4 (10), ۲:۴۸  | ۳۱ اکتبر ۲۰۱۴   | Kugelbake-Halle, کوکسهاون، آلمان                                     |                                                                                 |
| ۲۸  | باخت  | ۲۵–۲–۱ | Bernard Hopkins          | UD  | ۱۲            | ۲۶ اکتبر ۲۰۱۳   | Boardwalk Hall, آتلانتیک سیتی، نیوجرسی، ایالات متحده آمریکا          | برای عنوان نیمه‌سنگین‌وزن IBF                                                     |
| ۲۷  | برد   | ۲۵–۱–۱ | Sandro Siproshvili       | TKO | 7 (8), ۲:۲۱   | ۲ ژوئن ۲۰۱۲     | Herning Kongrescenter, هرنینگ، دانمارک                               |                                                                                 |
| ۲۶  | تساوی | ۲۴–۱–۱ | Gabriel Campillo         | SD  | ۱۲            | ۱ اکتبر ۲۰۱۱    | Jahnsportforum, نویبراندنبورگ، آلمان                                 | حفظ عنوان نیمه‌سنگین‌وزن IBF Inter-Continental; IBF عنوان نیمه‌سنگین‌وزن eliminator |
| ۲۵  | برد   | ۲۴–۱   | Otis Griffin             | TKO | 11 (12), ۲:۵۹ | ۷ مه ۲۰۱۱       | Jahnsportforum, نویبراندنبورگ، آلمان                                 | برد عنوان بدون متصدی نیمه‌سنگین‌وزن IBF Inter-Continental                         |
| ۲۴  | برد   | ۲۳–۱   | Christian Cruz           | UD  | ۸             | ۱۲ فوریه ۲۰۱۱   | RWE Rhein-Ruhr Sporthalle, مولهایم آن در رور، آلمان                  |                                                                                 |
| ۲۳  | باخت  | ۲۲–۱   | Nathan Cleverly          | TKO | 9 (12), ۳:۰۰  | ۱۸ سپتامبر ۲۰۱۰ | LG Arena, بیرمنگام، انگلستان، بریتانیا                               | WBO عنوان نیمه‌سنگین‌وزن eliminator                                               |
| ۲۲  | برد   | ۲۲–۰   | Tommy Karpency           | UD  | ۱۲            | ۱ مه ۲۰۱۰       | Weser-Ems-Halle, اولدنبورگ، آلمان                                    | حفظ عنوان نیمه‌سنگین‌وزن WBO Inter-Continental                                    |
| ۲۱  | برد   | ۲۱–۰   | Shawn Corbin             | TKO | 2 (12), ۲:۴۱  | ۳۰ ژانویه ۲۰۱۰  | Jahnsportforum, نویبراندنبورگ، آلمان                                 | حفظ عنوان نیمه‌سنگین‌وزن WBO Inter-Continental                                    |
| ۲۰  | برد   | ۲۰–۰   | Serhiy Demchenko         | UD  | ۱۲            | ۲۹ اوت ۲۰۰۹     | Gerry Weber Stadium , هاله (نوردراین-وستفالن), آلمان                 | برد عنوان بدون متصدی نیمه‌سنگین‌وزن سازمان جهانی بوکس Inter-Continental           |
| ۱۹  | برد   | ۱۹–۰   | Cristian Sanavia         | TKO | 10 (12), ۰:۰۵ | ۲۸ فوریه ۲۰۰۹   | Jahnsportforum, نویبراندنبورگ، آلمان                                 | حفظ عنوان فوق میان‌وزن EBU                                                       |
| ۱۸  | برد   | ۱۸–۰   | Gabriel Campillo         | MD  | ۱۲            | ۲۰ سپتامبر ۲۰۰۸ | Seidensticker Halle, بیله‌فلد، آلمان                                  | حفظ عنوان فوق میان‌وزن EBU                                                       |
| ۱۷  | برد   | ۱۷–۰   | Cristian Sanavia         | UD  | ۱۲            | ۱۲ آوریل ۲۰۰۸   | Jahnsportforum, نویبراندنبورگ، آلمان                                 | برد عنوان فوق میان‌وزن EBU                                                       |
| ۱۶  | برد   | ۱۶–۰   | Sergey Kharchenko        | TKO | 10 (12), ۱:۲۰ | ۱۶ فوریه ۲۰۰۸   | Nuremberg Arena, نورنبرگ، آلمان                                      | برد عنوان بدون متصدی نیمه‌سنگین‌وزن EBU-EE                                        |
| ۱۵  | برد   | ۱۵–۰   | Emiliano Cayetano        | TKO | 7 (8), ۲:۰۷   | ۲۹ دسامبر ۲۰۰۷  | Seidensticker Halle, بیله‌فلد، آلمان                                  |                                                                                 |
| ۱۴  | برد   | ۱۴–۰   | Gabor Balogh             | TKO | 1 (8)         | ۲۴ نوامبر ۲۰۰۷  | Stadthalle, اشتایر، اتریش                                            |                                                                                 |
| ۱۳  | برد   | ۱۳–۰   | Szabolcs Rimovszky       | KO  | 2 (8), ۱:۰۴   | ۱۵ سپتامبر ۲۰۰۷ | Frankie`s BF Arena, اوبرپولندورف، اتریش                              |                                                                                 |
| ۱۲  | برد   | ۱۲–۰   | Jermain Mackey           | UD  | ۸             | ۱۸ اوت ۲۰۰۷     | ماکس اشملینگ هاله، برلین، آلمان                                      |                                                                                 |
| ۱۱  | برد   | ۱۱–۰   | Sergey Botnikov          | KO  | 4 (4), ۱:۵۰   | ۳۰ ژوئن ۲۰۰۷    | Olympisky Sport Hall, مسکو، روسیه                                    |                                                                                 |
| ۱۰  | برد   | ۱۰–۰   | Mustapha Stini           | RTD | 2 (6), ۰:۲۴   | ۲۶ مه ۲۰۰۷      | Jako Arena, بامبرگ، آلمان                                            |                                                                                 |
| ۹   | برد   | ۹–۰    | Nicolas Perillo          | UD  | ۶             | ۸ مه ۲۰۰۷       | Pabellon San Jose, گوادالاخارا، اسپانیا                              |                                                                                 |
| ۸   | برد   | ۸–۰    | Sergey Gribkov           | UD  | ۶             | ۲۴ مارس ۲۰۰۷    | Yunost, کالینینگراد، روسیه                                           |                                                                                 |
| ۷   | برد   | ۷–۰    | Pavels Lotahs            | UD  | ۶             | ۳ مارس ۲۰۰۷     | Stadthalle, روستوک، آلمان                                            |                                                                                 |
| ۶   | برد   | ۶–۰    | Mirko Sinovcic           | TKO | 1 (6)         | ۱۷ فوریه ۲۰۰۷   | Universal Hall, برلین، آلمان                                         |                                                                                 |
| ۵   | برد   | ۵–۰    | Yves Romainville         | KO  | 1 (6), ۱:۴۱   | ۲۰ ژانویه ۲۰۰۷  | St. Jakob Halle, بازل، سوئیس                                         |                                                                                 |
| ۴   | برد   | ۴–۰    | Biagio Patera            | UD  | ۴             | ۱۶ دسامبر ۲۰۰۶  | BigBox, کمپتن ایم آلگوی، آلمان                                       |                                                                                 |
| ۳   | برد   | ۳–۰    | Petr Rykala              | TKO | 1 (4)         | ۱۸ نوامبر ۲۰۰۶  | Stadthalle, اشتایر، اتریش                                            |                                                                                 |
| ۲   | برد   | ۲–۰    | Tanju Guenes             | KO  | 1 (4), ۱:۲۳   | ۴ نوامبر ۲۰۰۶   | RWE Rhein-Ruhr Sporthalle, مولهایم آن در رور، آلمان                  |                                                                                 |
| ۱   | برد   | ۱–۰    | Matus Sestak             | KO  | 1 (4), ۱:۴۸   | ۲۳ سپتامبر ۲۰۰۶ | Karl Eckel Halle, هارتسهایم آم ماین، آلمان                           |                                                                                 |